# لوکاس بلک
لوکاس یورک بلک (به انگلیسی: Lucas York Black) (زاده ۲۹ نوامبر ۱۹۸۲) بازیگر آمریکایی است. وی بیشتر به خاطر حضور در فیلم سریع و خشمگین مشهور است.

## گزیده فیلم‌شناسی
- تیغه فلاخن
- جنگ
- دیوانه در آلاباما
- پرونده‌های مجهول
- کوهستان سرد
- جارهد
- سریع و خشمگین: توکیو دریفت
- لژیون
- سرزمین موعود
- ۴۲
- خشن ۷
- همه اسب‌های زیبا
- ان‌سی‌آی‌اس (مجموعه تلویزیونی)
- ان‌سی‌آی‌اس: نیواورلئان (مجموعه تلویزیونی)